# Porte de Bagnolet (metrostation)
Porte de Bagnolet is een station van de metro in Parijs langs metrolijn 3 en tramlijn 3b, in het 20e arrondissement.

## Geschiedenis
Het station is op 2 april 1971 geopend, na de verlenging van metrolijn 3 van Gambetta naar Gallieni.
Sinds 15 december 2012 is het station een halte van tramlijn 3b.

## Ligging

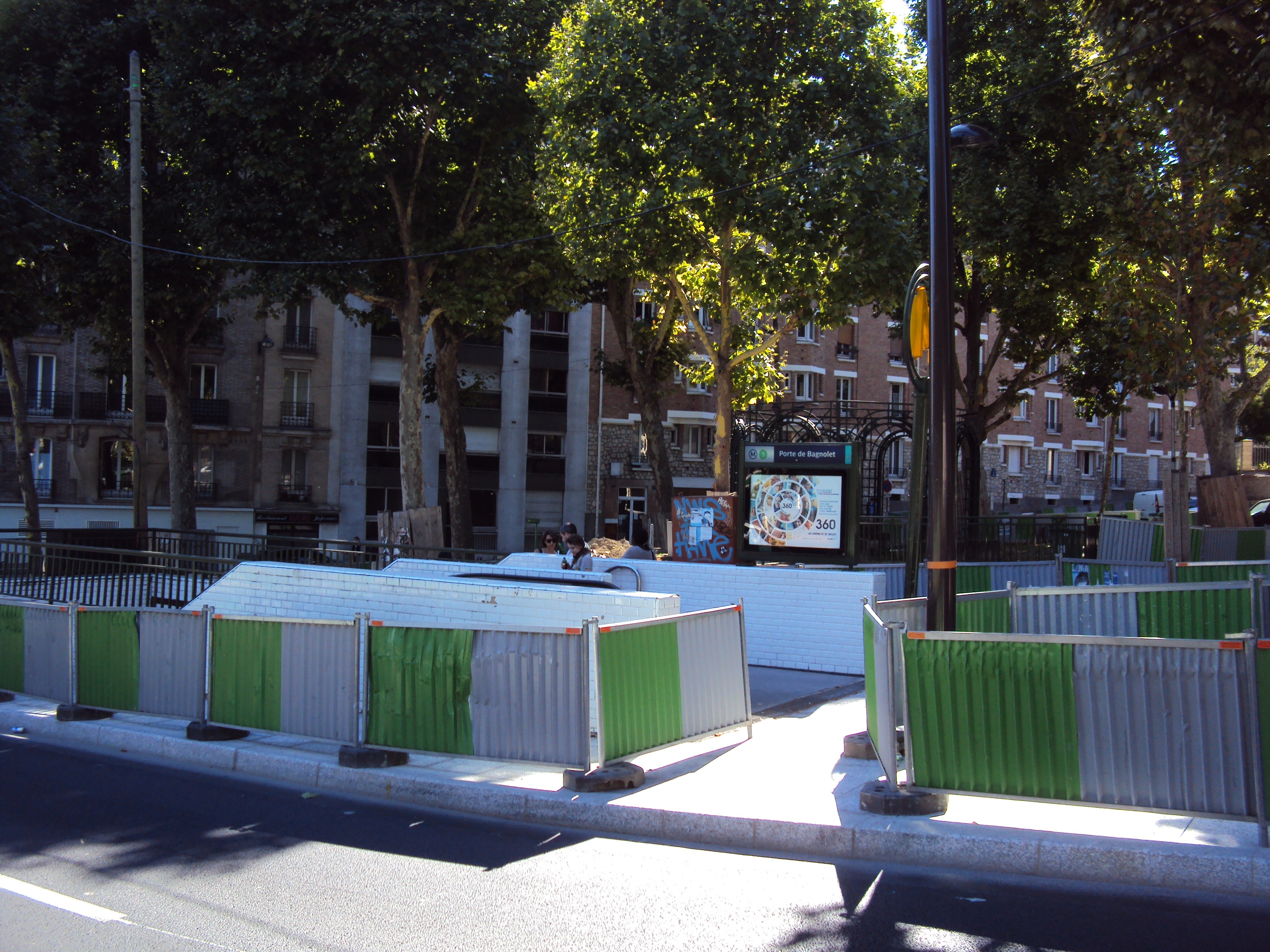
Het station tijdens de werkzaamheden voor tramlijn 3b.

### Metrostation
Het metrostation ligt onder de Rue Belgrand.

### Tramhalte
De tramhalte ligt op de Boulevard Davout, en staat haaks op het metrostation

## Aansluitingen
- RATP-busnetwerk: vier lijnen
- Noctilien: vier lijnen

Pont de Levallois - Bécon · 
Anatole France · 
Louise Michel · 
Porte de Champerret · 
Pereire · 
Wagram · 
Malesherbes · 
Villiers · 
Europe · 
Saint-Lazare · 
Havre - Caumartin · 
Opéra · 
Quatre-Septembre · 
Bourse · 
Sentier · 
Réaumur - Sébastopol · 
Arts et Métiers · 
Temple · 
République · 
Parmentier · 
Rue Saint-Maur · 
Père Lachaise · 
Gambetta · 
Porte de Bagnolet · 
Gallieni